# اللون الأرجواني (فلم)
اللون الأرجواني (بالإنجليزية: The Color Purple) هو فيلم دراما تم إنتاجه في الولايات المتحدة وصدر في سنة 1985. الفيلم من إخراج ستيفن سبيلبرغ.

## طاقم التمثيل
- داني غلوفر
- ووبي غولدبرغ
- أوبرا وينفري

## القصة
تناضل امرأة جنوبية سوداء للعثور على هويتها بعد تعرضها لإساءة المعاملة من والدها وآخرين على مدى أربعة عقود.

## الميزانية والإيرادات
بلغت تكلفة إنتاج الفيلم حوالي 15 مليون دولار بينما حقق أرباحا تقدر بـ 98,467,863 دولار.

### ترشيحات وجوائز
| السنة | الحدث  | الفئة     | النتيجة |
| ----- | ------ | --------- | ------- |
|       | أوسكار | أفضل فيلم | ترشيح   |

## وصلات خارجية
- مقالات تستعمل روابط فنية بلا صلة مع ويكي بيانات